# Grande Prêmio do Cinema Brasileiro de Melhor Direção
O Grande Otelo de Melhor Direção é uma das principais categorias do Grande Prêmio do Cinema Brasileiro, é concedido anualmente em homenagem a um cineasta de filme brasileiro que exibiu direção de destaque enquanto trabalhava na indústria cinematográfica. 
Os mais indicados a categoria de Melhor Direção são Daniel Filho, com 7 indicações, e com 5 indicações Karim Aïnouz e Eduardo Coutinho. Curiosamente, todos esses ainda não receberam a estatueta na categoria de direção até 2022, quando Daniel ganhou o prêmio por O Silêncio da Chuva. Seguindo a lista, Anna Muylaert, Laís Bodanzky e Kléber Mendonça Filho têm 4 indicações, ambos conquistando 2 dos prêmios.
Quatro diretores empatam como os mais premiados na categoria com duas estatuetas. São Anna Muylaert (por É Proibido Fumar e Que Horas Ela Volta?), Kléber Mendonça Filho (por Aquarius e Bacurau - este último dirigido juntamente com Juliano Dornelles), José Padilha (por Tropa de Elite e Tropa de Elite 2: O Inimigo Agora é Outro) e Laís Bodanzky (que recebeu a primeira estatueta na categoria por Bicho de Sete Cabeças e depois por Como Nossos Pais)

## Vencedores e indicados
Os vencedores aparecem no topo da lista e destacados em negrito.

### Anos 2000
| Cerimônia                         | Diretor/a                               | Filme         | Ref |
| --------------------------------- | --------------------------------------- | ------------- | --- |
| 2002                              |                                         |               |     |
| Laís Bodanzky                     | Bicho de Sete Cabeças                   | [ 2 ] [ 3 ]   |     |
| Eduardo Coutinho                  | Bufo & Spallanzani                      | [ 2 ] [ 3 ]   |     |
| Fernando Meirelles e Nando Olival | Domésticas - O Filme                    | [ 2 ] [ 3 ]   |     |
| Luiz Fernando Carvalho            | Lavoura Arcaica                         | [ 2 ] [ 3 ]   |     |
| Miguel Faria Jr.                  | O Xangô de Baker Street                 | [ 2 ] [ 3 ]   |     |
| 2003                              |                                         | [ 2 ] [ 3 ]   |     |
| Fernando Meirelles                | Cidade de Deus                          | [ 4 ] [ 5 ]   |     |
| Beto Brant                        | O Invasor                               | [ 4 ] [ 5 ]   |     |
| Eduardo Coutinho                  | Edifício Master                         | [ 4 ] [ 5 ]   |     |
| João Jardim e Walter Carvalho     | Janela da Alma                          | [ 4 ] [ 5 ]   |     |
| Karim Aïnouz                      | Madame Satã                             | [ 4 ] [ 5 ]   |     |
| 2004                              |                                         | [ 4 ] [ 5 ]   |     |
| Héctor Babenco                    | Carandiru                               | [ 6 ] [ 7 ]   |     |
| Jorge Furtado                     | O Homem Que Copiava                     | [ 6 ] [ 7 ]   |     |
| Cláudio Assis                     | Amarelo Manga                           | [ 6 ] [ 7 ]   |     |
| Guel Arraes                       | Lisbela e o Prisioneiro                 | [ 6 ] [ 7 ]   |     |
| João Moreira Salles               | Nelson Freire                           | [ 6 ] [ 7 ]   |     |
| 2005                              |                                         | [ 6 ] [ 7 ]   |     |
| Cláudio Torres                    | Redentor                                | [ 8 ] [ 9 ]   |     |
| Eduardo Coutinho                  | Peões                                   | [ 8 ] [ 9 ]   |     |
| Eliane Caffé                      | Narradores de Javé                      | [ 8 ] [ 9 ]   |     |
| João Moreira Salles               | Entreatos                               | [ 8 ] [ 9 ]   |     |
| Roberto Moreira                   | Contra Todos                            | [ 8 ] [ 9 ]   |     |
| 2007                              |                                         | [ 8 ] [ 9 ]   |     |
| Marcelo Gomes                     | Cinema, Aspirinas e Urubus              | [ 10 ] [ 11 ] |     |
| Andrucha Waddington               | Casa de Areia                           | [ 10 ] [ 11 ] |     |
| Beto Brant                        | Crime Delicado                          | [ 10 ] [ 11 ] |     |
| Breno Silveira                    | 2 Filhos de Francisco                   | [ 10 ] [ 11 ] |     |
| Daniel Filho                      | Se Eu Fosse Você                        | [ 10 ] [ 11 ] |     |
| Lírio Ferreira                    | Árido Movie                             | [ 10 ] [ 11 ] |     |
| Miguel Faria Jr.                  | Vinícius                                | [ 10 ] [ 11 ] |     |
| Sérgio Machado                    | Cidade Baixa                            | [ 10 ] [ 11 ] |     |
| 2008                              |                                         | [ 10 ] [ 11 ] |     |
| José Padilha                      | Tropa de Elite                          | [ 12 ] [ 13 ] |     |
| Beto Brant e Renato Ciasca        | Cão Sem Dono                            | [ 12 ] [ 13 ] |     |
| Cao Hamburger                     | O Ano em que Meus Pais Saíram de Férias | [ 12 ] [ 13 ] |     |
| João Moreira Salles               | Santiago                                | [ 12 ] [ 13 ] |     |
| Karim Aïnouz                      | O Céu de Suely                          | [ 12 ] [ 13 ] |     |
| 2009                              |                                         |               |     |
| Marcos Jorge                      | Estômago                                | [ 14 ] [ 15 ] |     |
| Daniela Thomas e Walter Salles    | Linha de Passe                          | [ 14 ] [ 15 ] |     |
| Fernando Meirelles                | Ensaio sobre a Cegueira                 | [ 14 ] [ 15 ] |     |
| Laís Bodanzky                     | Chega de Saudade                        | [ 14 ] [ 15 ] |     |
| Mauro Lima                        | Meu Nome Não é Johnny                   | [ 14 ] [ 15 ] |     |

### Anos 2010
| Cerimônia                    | Diretor/a                                 | Filme         | Ref |
| ---------------------------- | ----------------------------------------- | ------------- | --- |
| 2010                         |                                           |               |     |
| Anna Muylaert                | É Proibido Fumar                          | [ 16 ] [ 17 ] |     |
| Cláudio Torres               | A Mulher Invisível                        | [ 16 ] [ 17 ] |     |
| Daniel Filho                 | Se Eu Fosse Você 2                        | [ 16 ] [ 17 ] |     |
| Daniel Filho                 | Tempos de Paz                             | [ 16 ] [ 17 ] |     |
| Heitor Dhalia                | À Deriva                                  | [ 16 ] [ 17 ] |     |
| 2011                         |                                           | [ 16 ] [ 17 ] |     |
| José Padilha                 | Tropa de Elite 2: O Inimigo Agora é Outro | [ 18 ] [ 19 ] |     |
| Daniel Filho                 | Chico Xavier                              | [ 18 ] [ 19 ] |     |
| José Joffily                 | Olhos Azuis                               | [ 18 ] [ 19 ] |     |
| Karim Aïnouz e Marcelo Gomes | Viajo porque Preciso, Volto porque Te Amo | [ 18 ] [ 19 ] |     |
| Laís Bodanzky                | As Melhores Coisas do Mundo               | [ 18 ] [ 19 ] |     |
| 2012                         |                                           | [ 18 ] [ 19 ] |     |
| Selton Mello                 | O Palhaço                                 | [ 20 ] [ 21 ] |     |
| Andrucha Waddington          | Lope                                      | [ 20 ] [ 21 ] |     |
| Cláudio Torres               | O Homem do Futuro                         | [ 20 ] [ 21 ] |     |
| Eduardo Coutinho             | As Canções                                | [ 20 ] [ 21 ] |     |
| Jeferson De                  | Bróder                                    | [ 20 ] [ 21 ] |     |
| 2013                         |                                           | [ 20 ] [ 21 ] |     |
| Breno Silveira               | Gonzaga - de Pai pra Filho                | [ 22 ] [ 23 ] |     |
| Afonso Poyart                | 2 Coelhos                                 | [ 22 ] [ 23 ] |     |
| Cao Hamburger                | Xingu                                     | [ 22 ] [ 23 ] |     |
| Cláudio Assis                | Febre do Rato                             | [ 22 ] [ 23 ] |     |
| Walter Carvalho              | Raul - O Início, o Fim e o Meio           | [ 22 ] [ 23 ] |     |
| 2014                         |                                           | [ 22 ] [ 23 ] |     |
| Bruno Barreto                | Flores Raras                              | [ 24 ] [ 25 ] |     |
| Halder Gomes                 | Cine Holliúdy                             | [ 24 ] [ 25 ] |     |
| Heitor Dhalia                | Serra Pelada                              | [ 24 ] [ 25 ] |     |
| Hilton Lacerda               | Tatuagem                                  | [ 24 ] [ 25 ] |     |
| Kleber Mendonça Filho        | O Som ao Redor                            | [ 24 ] [ 25 ] |     |
| 2015                         |                                           | [ 24 ] [ 25 ] |     |
| Fernando Coimbra             | O Lobo atrás da Porta                     | [ 26 ] [ 27 ] |     |
| Carolina Jabor               | Boa Sorte                                 | [ 26 ] [ 27 ] |     |
| Daniel Ribeiro               | Hoje Eu Quero Voltar Sozinho              | [ 26 ] [ 27 ] |     |
| João Jardim                  | Getúlio                                   | [ 26 ] [ 27 ] |     |
| Karim Aïnouz                 | Praia do Futuro                           | [ 26 ] [ 27 ] |     |
| 2016                         |                                           | [ 26 ] [ 27 ] |     |
| Anna Muylaert                | Que Horas Ela Volta?                      | [ 28 ] [ 29 ] |     |
| Camilo Cavalcanti            | A História da Eternidade                  | [ 28 ] [ 29 ] |     |
| Chico Teixeira               | Ausência                                  | [ 28 ] [ 29 ] |     |
| Daniel Filho                 | Sorria, Você Está Sendo Filmado           | [ 28 ] [ 29 ] |     |
| Eduardo Coutinho             | Últimas Conversas                         | [ 28 ] [ 29 ] |     |
| Eryk Rocha                   | Campo de Jogo                             | [ 28 ] [ 29 ] |     |
| Fellipe Gamarano Barbosa     | Casa Grande                               | [ 28 ] [ 29 ] |     |
| 2017                         |                                           | [ 28 ] [ 29 ] |     |
| Kleber Mendonça Filho        | Aquarius                                  | [ 30 ] [ 31 ] |     |
| Afonso Poyart                | Mais Forte que o Mundo                    | [ 30 ] [ 31 ] |     |
| Anna Muylaert                | Mãe Só Há Uma                             | [ 30 ] [ 31 ] |     |
| David Schürmann              | Pequeno Segredo                           | [ 30 ] [ 31 ] |     |
| Gabriel Mascaro              | Boi Neon                                  | [ 30 ] [ 31 ] |     |
| 2018                         |                                           | [ 30 ] [ 31 ] |     |
| Laís Bodanzky                | Como Nossos Pais                          | [ 32 ] [ 33 ] |     |
| Daniel Rezende               | Bingo: O Rei das Manhãs                   | [ 32 ] [ 33 ] |     |
| Daniela Thomas               | Vazante                                   | [ 32 ] [ 33 ] |     |
| Eliane Caffé                 | Era o Hotel Cambridge                     | [ 32 ] [ 33 ] |     |
| Fellipe Gamarano Barbosa     | Gabriel e a Montanha                      | [ 32 ] [ 33 ] |     |
| 2019                         |                                           | [ 32 ] [ 33 ] |     |
| Gustavo Pizzi                | Benzinho                                  | [ 34 ] [ 35 ] |     |
| Aly Muritiba                 | Ferrugem                                  | [ 34 ] [ 35 ] |     |
| Andrucha Waddington          | Chacrinha: O Velho Guerreiro              | [ 34 ] [ 35 ] |     |
| Carolina Jabor               | Aos Teus Olhos                            | [ 34 ] [ 35 ] |     |
| Gabriela Amaral Almeida      | O Animal Cordial                          | [ 34 ] [ 35 ] |     |

### Anos 2020
| Cerimônia                                 | Diretor/a                          | Filme         | Ref |
| ----------------------------------------- | ---------------------------------- | ------------- | --- |
| 2020                                      |                                    |               |     |
| Kleber Mendonça Filho e Juliano Dornelles | Bacurau                            | [ 36 ] [ 37 ] |     |
| Daniel Rezende                            | Turma da Mônica - Laços            | [ 36 ] [ 37 ] |     |
| Flávia Castro                             | Deslembro                          | [ 36 ] [ 37 ] |     |
| Gabriel Mascaro                           | Divino Amor                        | [ 36 ] [ 37 ] |     |
| Karim Aïnouz                              | A Vida Invisível                   | [ 36 ] [ 37 ] |     |
| 2021                                      |                                    |               |     |
| Jeferson De                               | M8 - Quando a Morte Socorre a Vida | [ 38 ] [ 39 ] |     |
| Ana Luiza Azevedo                         | Aos Olhos de Ernesto               | [ 38 ] [ 39 ] |     |
| Daniel Filho                              | Boca de Ouro                       | [ 38 ] [ 39 ] |     |
| Geraldo Sarno                             | Sertania                           | [ 38 ] [ 39 ] |     |
| Sandra Kogut                              | Três Verões                        | [ 38 ] [ 39 ] |     |
| Vicente Amorim                            | A Divisão                          | [ 38 ] [ 39 ] |     |
| 2022                                      |                                    |               |     |
| Daniel Filho                              | O Silêncio da Chuva                |               |     |
| Alexandre Moratto                         | 7 Prisioneiros                     |               |     |
| Aly Muritiba                              | Deserto Particular                 |               |     |
| Anna Muylaert e Lô Politi                 | Alvorada                           |               |     |
| Daniel Rezende                            | Turma da Mônica: Lições            |               |     |
| Luiz Bolognesi                            | A Última Floresta                  |               |     |
| 2023                                      |                                    |               |     |
| Gabriel Martins                           | Marte Um                           | [ 40 ] [ 41 ] |     |
| Laís Bodanzky                             | A Viagem de Pedro                  | [ 40 ] [ 41 ] |     |
| Marcelo Gomes                             | Paloma                             | [ 40 ] [ 41 ] |     |
| René Sampaio                              | Eduardo e Mônica                   | [ 40 ] [ 41 ] |     |
| Rosane Svartman                           | Pluft, O Fantasminha               | [ 40 ] [ 41 ] |     |
| 2024                                      |                                    |               |     |
| Carolina Markowicz                        | Pedágio                            | [ 42 ]        |     |
| Anita Rocha da Silveira                   | Medusa                             | [ 42 ]        |     |
| Kleber Mendonça Filho                     | Retratos Fantasmas                 | [ 42 ]        |     |
| Marcus Baldini                            | O Sequestro do Voo 375             | [ 42 ]        |     |
| Tomás Portella                            | Aumenta que É Rock 'n Roll         | [ 42 ]        |     |
| 2025                                      |                                    |               |     |
| Walter Salles                             | Ainda Estou Aqui                   | [ 43 ]        |     |
| Andrucha Waddington                       | Vitória                            | [ 43 ]        |     |
| Érico Rassi                               | Oeste Outra Vez                    | [ 43 ]        |     |
| Karim Aïnouz                              | Motel Destino                      | [ 43 ]        |     |
| Marcelo Caetano                           | Baby                               | [ 43 ]        |     |

## Múltiplas vitórias e indicações

### Múltiplas vitórias
| Indicações | Diretor               | Filme                                     | Ano  |
| ---------- | --------------------- | ----------------------------------------- | ---- |
| 2          | Anna Muylaert         | Que Horas Ela Volta?                      | 2016 |
| 2          | Anna Muylaert         | É Proibido Fumar                          | 2010 |
| 2          | José Padilha          | Tropa de Elite                            | 2008 |
| 2          | José Padilha          | Tropa de Elite 2: O Inimigo Agora É Outro | 2011 |
| 2          | Kleber Mendonça Filho | Aquarius                                  | 2017 |
| 2          | Kleber Mendonça Filho | Bacurau                                   | 2020 |
| 2          | Laís Bodanzky         | Bicho de Sete Cabeças                     | 2002 |
| 2          | Laís Bodanzky         | Como Nossos Pais                          | 2018 |

### Múltiplas indicações
(filmes em negrito indicam que o indicado venceu a categoria)
| Indicações | Diretor                 | Filme                                     | Ano  |
| ---------- | ----------------------- | ----------------------------------------- | ---- |
| 7          | Daniel Filho            | Se Eu Fosse Você                          | 2007 |
| 7          | Daniel Filho            | Se Eu Fosse Você 2                        | 2010 |
| 7          | Daniel Filho            | Tempos de Paz                             | 2010 |
| 7          | Daniel Filho            | Chico Xavier                              | 2011 |
| 7          | Daniel Filho            | Sorria, Você Está Sendo Filmado - O Filme | 2016 |
| 7          | Daniel Filho            | Boca de Ouro                              | 2021 |
| 7          | Daniel Filho            | O Silêncio da Chuva                       | 2022 |
| 6          | Karim Aïnouz            | Madame Satã                               | 2003 |
| 6          | Karim Aïnouz            | O Céu de Suely                            | 2008 |
| 6          | Karim Aïnouz            | Viajo porque Preciso, Volto porque Te Amo | 2011 |
| 6          | Karim Aïnouz            | Praia do Futuro                           | 2015 |
| 6          | Karim Aïnouz            | A Vida Invisível                          | 2020 |
| 6          | Karim Aïnouz            | Motel Destino                             | 2025 |
| 5          | Eduardo Coutinho        | Bufo & Spallanzani                        | 2002 |
| 5          | Eduardo Coutinho        | Edifício Master                           | 2003 |
| 5          | Eduardo Coutinho        | Peões                                     | 2005 |
| 5          | Eduardo Coutinho        | As Canções                                | 2012 |
| 5          | Eduardo Coutinho        | Últimas Conversas                         | 2016 |
| 4          | Andrucha Waddington     | Casa de Areia                             | 2007 |
| 4          | Andrucha Waddington     | Lope                                      | 2012 |
| 4          | Andrucha Waddington     | Chacrinha: O Velho Guerreiro              | 2019 |
| 4          | Andrucha Waddington     | Vitória                                   | 2025 |
| 4          | Anna Muylaert           | É Proibido Fumar                          | 2010 |
| 4          | Anna Muylaert           | Que Horas Ela Volta?                      | 2016 |
| 4          | Anna Muylaert           | Mãe Só Há Uma                             | 2017 |
| 4          | Anna Muylaert           | Alvorada                                  | 2022 |
| 4          | Laís Bodanzky           | Bicho de Sete Cabeças                     | 2002 |
| 4          | Laís Bodanzky           | Chega de Saudade                          | 2009 |
| 4          | Laís Bodanzky           | As Melhores Coisas do Mundo               | 2011 |
| 4          | Laís Bodanzky           | Como Nossos Pais                          | 2018 |
| 4          | Kleber Mendonça Filho   | O Som ao Redor                            | 2014 |
| 4          | Kleber Mendonça Filho   | Aquarius                                  | 2017 |
| 4          | Kleber Mendonça Filho   | Bacurau                                   | 2020 |
| 4          | Kleber Mendonça Filho   | Retratos Fantasmas                        | 2024 |
| 3          | Beto Brant              | O Invasor                                 | 2003 |
| 3          | Beto Brant              | Crime Delicado                            | 2007 |
| 3          | Beto Brant              | Cão Sem Dono                              | 2008 |
| 3          | Cláudio Torres          | Redentor                                  | 2005 |
| 3          | Cláudio Torres          | A Mulher Invisível                        | 2010 |
| 3          | Cláudio Torres          | O Homem do Futuro                         | 2012 |
| 3          | Daniel Rezende          | Bingo: O Rei das Manhãs                   | 2018 |
| 3          | Daniel Rezende          | Turma da Mônica: Laços                    | 2020 |
| 3          | Daniel Rezende          | Turma da Mônica: Lições                   | 2022 |
| 3          | Fernando Meirelles      | Domésticas                                | 2002 |
| 3          | Fernando Meirelles      | Cidade de Deus                            | 2003 |
| 3          | Fernando Meirelles      | Ensaio sobre a Cegueira                   | 2009 |
| 3          | João Moreira Salles     | Nelson Freire                             | 2004 |
| 3          | João Moreira Salles     | Entreatos                                 | 2005 |
| 3          | João Moreira Salles     | Santiago                                  | 2008 |
| 2          | Aly Muritiba            | Ferrugem                                  | 2019 |
| 2          | Aly Muritiba            | Deserto Particular                        | 2022 |
| 2          | Cao Hamburger           | O Ano em que Meus Pais Saíram de Férias   | 2008 |
| 2          | Cao Hamburger           | Xingu                                     | 2013 |
| 2          | Carolina Jabor          | Boa Sorte                                 | 2015 |
| 2          | Carolina Jabor          | Aos Teus Olhos                            | 2019 |
| 2          | Cláudio Assis           | Amarelo Manga                             | 2004 |
| 2          | Cláudio Assis           | Febre do Rato                             | 2013 |
| 2          | Eliane Caffé            | Narradores de Javé                        | 2005 |
| 2          | Eliane Caffé            | Era o Hotel Cambridge                     | 2018 |
| 2          | Felipe Gamarano Barbosa | Casa Grande                               | 2016 |
| 2          | Felipe Gamarano Barbosa | Gabriel e a Montanha                      | 2018 |
| 2          | Jefferson De            | Bróder                                    | 2012 |
| 2          | Jefferson De            | M8 - Quando a Morte Socorre a Vida        | 2021 |
| 2          | João Jardim             | Janela da Alma                            | 2003 |
| 2          | João Jardim             | Getúlio                                   | 2015 |
| 2          | Miguel Faria Jr.        | O Xangô de Bake Street                    | 2002 |
| 2          | Miguel Faria Jr.        | Vinícius                                  | 2007 |
| 2          | Walter Salles           | Linha de Passe                            | 2009 |
| 2          | Walter Salles           | Ainda Estou Aqui                          | 2025 |